# Пугач
Пу́гач (Bubo) — рід птахів родини Совових (Strigidae). Включає у себе 10 видів, об'єднуючи у собі найбільших сов.

## Види
- Сова біла (Bubo scandiacus)
- Пугач віргінський (Bubo virginianus)
- Пугач магеланський (Bubo magellanicus)
- Пугач звичайний (Bubo bubo)
- Пугач індійський (Bubo bengalensis)
- Пугач пустельний (Bubo ascalaphus)
- Пугач капський (Bubo capensis)
- Пугач аравійський (Bubo milesi)
- Пугач сірий (Bubo cinerascens)
- Пугач африканський (Bubo africanus)

Викопні види
- Bubo florianae (пізній міоцен, Угорщина)
- Bubo leakeyae (ранній плейстоцен, Танзанія)
- Bubo binagadensis (пізній плейстоцен, Азербайджан)
- Bubo osvaldoi (плейстоцен, Куба)[1]
- Bubo insularis (плейстоцен, Сардинія)

## Пугач у культурі
Пугач (сич, сова) — народнопоетичний символ смерті, пітьми. Крик сича віщує пожежу, смерть, біду взагалі.